# Lestoidea (nadrodzina)
Lestoidea – nadrodzina ważek z podrzędu ważek równoskrzydłych.
Samce tych ważek, z wyjątkiem Hemiphlebiidae, mają silnie zmodyfikowane wtórne narządy płciowe o zredukowanym wierzchołku liguli genitalnej i z trójkątnymi przednimi hamuli. Od innych ważek równoskrzydłych różnią się rozszerzonymi zewnętrznymi brzegami głaszczków wargowych, co jest cechą wspólną z ważkami różnoskrzydłymi.
Liczne analizy filogenetyczne potwierdzają pozycję siostrzaną Lestoidea względem pozostałych ważek równoskrzydłych. Do nadrodziny tej należy ponad 200 opisanych gatunków, zgrupowanych w  4 rodzinach:
- Hemiphlebiidae Kennedy, 1920
- Perilestidae Kennedy, 1920
- Synlestidae Tillyard, 1917
- Lestidae Calvert, 1901 – pałątkowate

Z kilku analiz filogenetycznych wynika, że Hemiphlebiidae stanowią grupę siostrzaną dla pozostałych Lestoidea.